# 江南提督
江南提督是清朝统领江南军务的最高军事长官，为从一品官。

## 沿革
- 顺治二年（1645年），设江南汉兵提督，驻江宁府。
- 顺治四年（1647年），设苏松提督，驻松江府，管理苏州、松江、常州、镇江四府绿营军务。
- 康熙元年（1662年），改为江南全省提督，统理江南全省军务。
- 康熙十四年（1675年），改为江宁提督，管理下江七府一州军务。并增设安徽提督，分管上江七府三州军务。
- 康熙十七年（1678年），裁安徽提督，改为江南水陆提督，仍统理江南全省军务。
- 嘉庆八年（1803年），安徽巡抚加提督衔，江南提督仅管理下江各府县军务。

## 历任提督
| 姓名           | 任职时间                              | 卸职时间                              | 卸职原因                                   |
| -------------- | ------------------------------------- | ------------------------------------- | ------------------------------------------ |
| 吴胜兆         | 顺治三年二月癸巳 1646年4月1日         | 顺治四年四月辛卯 1647年5月24日        | 反清，同年六月甲午（7月26日）被杀          |
| 张天禄         | 顺治四年十二月癸未 1648年1月11日      | 顺治十二年十二月癸酉 1656年1月19日    | 革职被捕                                   |
| 马逢知         | 顺治十三年二月乙卯 1656年3月1日       | 顺治十七年正月庚申 1660年2月14日      | 被杀                                       |
| 梁化凤         | 顺治十七年正月甲申 1660年3月9日       | 康熙十年十一月戊申 1671年12月1日      | 去世                                       |
| 王之鼎         | 康熙十年八月戊申 1671年10月2日        | 康熙十二年十月壬寅 1673年11月14日     | 改京口将军                                 |
| 杨捷           | 康熙十二年十月丁未 1673年11月19日     | 康熙十七年五月己酉 1678年6月28日      | 改福建陆路提督                             |
| 王永誉         | 康熙十七年五月戊午 1678年7月7日       | 康熙十九年闰八月壬子 1680年10月18日   | 改广州将军                                 |
| 杨捷           | 康熙十九年九月己未 1680年10月25日     | 康熙二十九年 1690年                   | 去世                                       |
| 金世荣         | 康熙二十九年十二月戊午 1690年12月31日 | 康熙三十三年十月乙巳 1694年11月27日   | 改福州将军                                 |
| 张旺           | 康熙三十三年十一月癸酉 1694年12月25日 | 康熙三十五年六月壬子 1696年7月16日    | 改福建水师提督                             |
| 张云翼         | 康熙三十五年六月壬子 1696年7月16日    | 康熙四十八年十二月甲辰 1710年1月7日   | 去世                                       |
| 师懿德         | 康熙四十八年七月辛卯 1709年8月27日    | 康熙五十三年四月戊子 1714年5月30日    | 改甘肃提督                                 |
| 穆廷栻         | 康熙五十三年四月戊子 1714年5月30日    | 康熙五十四年二月甲午 1715年4月1日     | 改福建陆路提督                             |
| 杜呈泗         | 康熙五十四年二月甲午 1715年4月1日     | 康熙五十七年 1718年                   | 康熙五十八年去世                           |
| 赵珀           | 康熙五十七年九月戊戌 1718年11月15日   | 康熙六十年正月壬申 1721年2月6日       | 奉召回京，康熙六十一年革职                 |
| 高其位         | 康熙六十年六月壬辰 1721年6月26日      | 雍正三年七月壬子 1725年8月24日        | 迁文渊阁大学士                             |
| 魏经国         | 雍正三年七月壬子 1725年8月24日        | 雍正五年十二月丙申 1728年1月25日      | 解职                                       |
| 柏之蕃         | 雍正五年十二月丙申 1728年1月25日      | 雍正八年七月庚辰 1730年8月26日        | 奉召回京，署镶白旗汉军都统                 |
| 王绍绪         | 雍正八年七月庚辰 1730年8月26日        | 雍正十年 1732年                       | 雍正九年九月乙亥（1731年10月15日）奉召陛见 |
| 马世龙（署理） | 雍正九年 1731年                       | 雍正十年 1732年                       |                                            |
| 南天祥         | 雍正十年六月己未 1732年7月25日        | 雍正十二年九月己卯 1734年10月3日      | 署宣化镇总兵                               |
| 补熙           | 雍正十二年九月己卯 1734年10月3日      | 乾隆元年二月己巳 1736年3月16日        | 署漕运总督                                 |
| 南天祥         | 乾隆元年六月丁亥 1736年8月1日         | 乾隆六年六月甲寅 1741年8月2日         | 休致                                       |
| 吴进义         | 乾隆六年七月癸酉 1741年8月21日        | 乾隆十一年七月戊午 1746年9月9日       | 改浙江提督                                 |
| 谭行义         | 乾隆十一年七月戊午 1746年9月9日       | 乾隆十四年十月庚子 1749年12月4日      | 改浙江提督                                 |
| 武进升         | 乾隆十四年十月庚子 1749年12月4日      | 乾隆十八年六月庚寅 1753年7月6日       | 署延绥镇总兵                               |
| 林君升         | 乾隆十八年六月庚寅 1753年7月6日       | 乾隆二十年四月辛未 1755年6月7日       | 病免，旋去世                               |
| 陈鸣夏         | 乾隆二十年四月辛未 1755年6月7日       | 乾隆二十二年三月乙未 1757年4月21日    | 改广东提督                                 |
| 黄仕简         | 乾隆二十二年三月乙未 1757年4月21日    | 乾隆二十三年 1758年                   | 忧免                                       |
| 王进泰         | 乾隆二十三年五月丙申 1758年6月16日    | 乾隆二十六年二月庚辰 1761年3月16日    | 与广西提督互调                             |
| 齐斌           | 乾隆二十六年二月庚辰 1761年3月16日    | 乾隆二十七年二月癸酉 1762年3月4日     | 改直隶提督                                 |
| 王绥           | 乾隆二十七年二月癸酉 1762年3月4日     | 乾隆二十七年九月辛巳 1762年11月7日    | 回寿春镇总兵                               |
| 齐斌           | 乾隆二十七年九月辛巳 1762年11月7日    | 乾隆三十年二月甲辰 1765年3月19日      | 改正黄旗汉军都统                           |
| 马铭勋         | 乾隆三十年二月甲辰 1765年3月19日      | 乾隆三十二年十一月辛卯 1767年12月21日 | 改四川提督                                 |
| 黄正纲         | 乾隆三十二年十一月辛卯 1767年12月21日 | 乾隆三十四年十二月壬申 1770年1月20日  | 改广东提督                                 |
| 马全           | 乾隆三十四年十二月壬申 1770年1月20日  | 乾隆三十七年十月辛卯 1772年11月24日   | 改甘肃提督                                 |
| 邱若龙         | 乾隆三十七年 1772年>                  | 乾隆三十七年十二月癸亥 1772年12月26日 | 去世                                       |
| 段秀林         | 乾隆三十七年十二月癸亥 1772年12月26日 | 乾隆三十八年七月乙丑 1773年8月25日    | 未到任，改直隶提督                         |
| 陈奎（署理）   | 乾隆三十七年 1772年                   | 乾隆三十八年 1773年                   |                                            |
| 陈杰           | 乾隆三十八年正月丁巳 1773年2月18日    | 乾隆四十二年十一月庚午 1777年12月7日  | 与乌鲁木齐提督互调                         |
| 俞金鳌         | 乾隆四十二年十一月庚午 1777年12月7日  | 乾隆四十三年七月庚寅 1778年8月24日    | 改福建陆路提督                             |
| 陈奎           | 乾隆四十三年七月庚寅 1778年8月24日    | 乾隆四十三年 1778年                   |                                            |
| 李奉尧         | 乾隆四十三年十二月丁卯 1779年1月28日  | 乾隆四十六年七月甲寅 1781年9月1日     | 改福建陆路提督                             |
| 长青           | 乾隆四十六年七月甲寅 1781年9月1日     | 乾隆四十七年三月己未 1782年5月4日     | 忧免                                       |
| 保宁           | 乾隆四十七年三月己未 1782年5月4日     | 乾隆四十九年正月丙辰 1784年2月20日    | 改成都将军                                 |
| 任承恩         | 乾隆四十九年二月丁巳 1784年2月21日    | 乾隆四十九年四月乙酉 1784年6月21日    | 改福建陆路提督                             |
| 蓝元枚         | 乾隆四十九年四月乙酉 1784年6月21日    | 乾隆五十二年二月 1787年3月            | 署福建陆路提督，三月己丑（5月8日）改       |
| 陈杰           | 乾隆五十二年三月己丑 1787年5月8日     | 乾隆五十四年五月癸未 1789年6月20日    | 与浙江提督互调                             |
| 王炳（署理）   | 乾隆五十四年 1789年                   | 乾隆五十四年 1789年                   |                                            |
| 观成           | 乾隆五十四年五月癸未 1789年6月20日    | 乾隆五十五年七月己卯 1790年8月30日    | 奉召回京                                   |
| 陈大用         | 乾隆五十五年七月己卯 1790年8月30日    | 乾隆六十年八月己亥 1795年10月3日      | 革职                                       |
| 王柄           | 乾隆六十年八月己亥 1795年10月3日      | 嘉庆二年九月庚寅 1797年11月12日       | 改湖南提督                                 |
| 富成           | 嘉庆二年九月庚寅 1797年11月12日       | 嘉庆三年三月 1798年4月                | 改成都将军                                 |
| 定柱           | 嘉庆三年三月庚寅 1798年5月11日        | 嘉庆六年正月丙申 1801年3月3日         | 病免                                       |
| 常怀义         | 嘉庆六年正月丙申 1801年3月3日         | 嘉庆六年正月丙申 1801年3月3日         | 未到任，旋去世                             |
| 哈丰阿         | 嘉庆六年正月丁酉 1801年3月4日         | 嘉庆八年 1803年                       |                                            |
| 马瑜           | 嘉庆九年正月甲寅 1804年3月5日         | 嘉庆九年四月乙亥 1804年5月25日        | 改云南提督                                 |
| 皁保           | 嘉庆九年四月乙亥 1804年5月25日        | 嘉庆十三年四月辛卯 1808年5月20日      | 降职                                       |
| 薛大烈         | 嘉庆十三年四月辛卯 1808年5月20日      | 嘉庆十三年十月丙午 1808年12月1日      | 改直隶提督                                 |
| 田永秱         | 嘉庆十三年十月丙午 1808年12月1日      | 嘉庆十五年六月戊戌 1810年7月16日      | 病免                                       |
| 马瑜           | 嘉庆十五年六月戊戌 1810年7月16日      | 嘉庆十八年四月庚子 1813年5月3日       | 改直隶提督                                 |
| 乌尔卿额       | 嘉庆十八年四月庚子 1813年5月3日       | 嘉庆十九年 1814年                     | 改喀什噶尔办事大臣                         |
| 马瑜           | 嘉庆十九年二月辛亥 1814年3月10日      | 嘉庆十九年四月庚寅 1814年6月17日      | 降徐州镇总兵                               |
| 沈洪           | 嘉庆十九年四月庚寅 1814年6月17日      | 嘉庆二十三年十二月乙亥 1819年1月7日   | 去世                                       |
| 双林           | 嘉庆二十三年十二月乙亥 1819年1月7日   | 嘉庆二十四年 1819年                   | 去世                                       |
| 马瑜           | 嘉庆二十四年四月庚寅 1819年5月22日    | 嘉庆二十四年七月庚午 1819年8月30日    | 去世                                       |
| 童镇升         | 嘉庆二十四年七月庚午 1819年8月30日    | 嘉庆二十五年十二月乙巳 1821年1月26日  | 奉召回京                                   |
| 王应凤         | 嘉庆二十五年十二月乙巳 1821年1月26日  | 道光十二年 1832年                     | 去世                                       |
| 段琨           | 道光十三年正月癸未 1833年3月2日       | 道光十八年正月丁亥 1838年2月8日       | 病免                                       |
| 陈阶平         | 道光十八年正月丁亥 1838年2月8日       | 道光十九年十二月丙戌 1840年1月28日    | 与福建水师提督互调                         |
| 陈化成         | 道光十九年十二月丙戌 1840年1月28日    | 道光二十二年五月壬戌 1842年6月22日    | 殉国                                       |
| 尤渤           | 道光二十二年八月庚子 1842年9月28日    | 道光二十九年十二月庚寅 1850年2月8日   | 病免                                       |
| 福珠隆阿       | 道光二十九年十二月庚寅 1850年2月8日   | 咸丰二年四月甲辰 1852年6月11日        | 改陕西提督                                 |
| 杨霖           | 咸丰二年四月甲辰 1852年6月11日        | 咸丰二年七月癸亥 1852年8月29日        | 去世                                       |
| 双福           | 咸丰二年七月癸亥 1852年8月29日        | 咸丰二年十一月乙亥 1853年1月8日       | 改湖北提督                                 |
| 福珠隆阿       | 咸丰二年十一月乙亥 1853年1月8日       | 咸丰三年二月癸巳 1853年3月27日        | 阵亡                                       |
| 邓绍良         | 咸丰三年二月癸巳 1853年3月27日        | 咸丰三年六月乙未 1853年7月27日        | 革职                                       |
| 和春           | 咸丰三年六月乙未 1853年7月27日        | 咸丰八年九月戊戌 1858年11月1日        | 改江宁将军                                 |
| 张国梁         | 咸丰八年九月戊戌 1858年11月1日        | 咸丰十年八月丁丑 1860年9月30日        | 阵亡                                       |
| 李世忠         | 咸丰十年八月丁丑 1860年9月30日        | 同治三年四月己丑 1864年5月24日        | 假归葬亲                                   |
| 曾秉忠（署理） | 咸丰十年十一月丁未 1860年12月29日     |                                       |                                            |
| 李朝斌         | 同治三年四月己丑 1864年5月24日        | 光绪十二年十二月甲子 1886年12月30日   | 病免                                       |
| 谭碧理         | 光绪十二年十二月甲子 1886年12月30日   | 光绪二十四年 1898年                   | 去世                                       |
| 李占椿         | 光绪二十四年三月庚寅 1898年3月28日    | 光绪三十年十一月辛巳 1904年12月13日   | 解职                                       |
| 杨金龙         | 光绪三十年十一月辛巳 1904年12月13日   | 光绪三十二年四月己未 1906年5月15日    | 去世                                       |
| 刘光才         | 光绪三十二年四月己未 1906年5月15日    | 宣统三年八月丙午 1911年10月3日        | 病免                                       |
| 张勋           | 宣统三年八月丙午 1911年10月3日        | 宣统三年 1911年                       |                                            |

### 书籍
- 罗尔纲. . 中华书局. 1984.
- 钱实甫. . 中华书局. 1980.
- . . 上海市地方志办公室.   [2019-04-15]. （原始内容存档于2019-07-14）.